# Esquí acuático en los Juegos Panamericanos

Esquí acuático

La prueba de Esquí acuático fue admitida en los Juegos Panamericanos desde la duodécima edición que se celebró en Mar del Plata en Argentina en 1995.

## Eventos
Los siguientes eventos son los realizados en la prueba de esquí acuático, según la sede son los eventos realizados.

### Masculino
- Figuras
- Eslalon
- Salto
- Concurso completo
- Wakeboard

### Femenino
- Figuras
- Eslalon
- Salto
- Concurso completo

## Medallero Histórico
Actualizado Santiago 2023
| Núm. | País                 | Oro | Plata | Bronce | Total |
| ---- | -------------------- | --- | ----- | ------ | ----- |
| 1    | Estados Unidos       | 32  | 17    | 14     | 63    |
| 2    | Canadá               | 19  | 33    | 12     | 64    |
| 3    | Argentina            | 5   | 3     | 14     | 22    |
| 4    | Chile                | 2   | 6     | 11     | 19    |
| 5    | México               | 2   | 1     | 9      | 12    |
| 6    | Perú                 | 2   | 0     | 0      | 2     |
| 7    | Brasil               | 1   | 1     | 2      | 4     |
| 8    | República Dominicana | 1   | 1     | 0      | 2     |
| 9    | Colombia             | 0   | 2     | 1      | 3     |
| 10   | Venezuela            | 0   | 0     | 1      | 1     |